# Авиационные происшествия Аэрофлота 1962 года

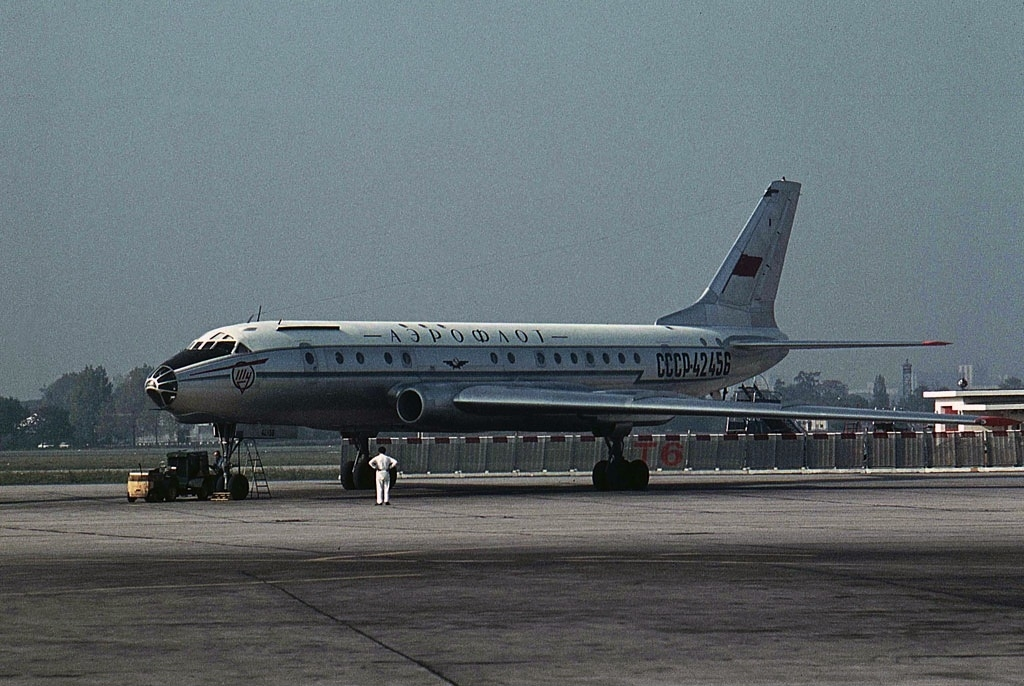
Ту-104А предприятия «Аэрофлот»

Авиационные происшествия и инциденты, включая угоны, произошедшие с воздушными судами Главного управления гражданского воздушного флота при Совете министров СССР («Аэрофлот») в 1962 году.
В этом году крупнейшая катастрофа с воздушными судами предприятия «Аэрофлот» произошла 3 сентября в Нанайском районе Хабаровского края, когда самолёт Ту-104А по неустановленной причине с высоты 4,5 километра упал в тайгу, в результате чего погибли 86 человек (подробнее…).

## Список
Отмечены происшествия и инциденты, когда воздушное судно было восстановлено.
| Дата                  | Место                                                                                | ВС      | Бортовой номер | Управление           | Жертв | Описание | И      |
| --------------------- | ------------------------------------------------------------------------------------ | ------- | -------------- | -------------------- | ----- | --- | ------ |
| 16 января 1962 года   | Лиман, Анадырь                                                                       | Ан-2Т   | 23721          | Магаданская ОАГ      | 0/6   | При заходе на посадку в СМУ на ледовый аэродром из-за находящегося впереди по курсу посадки человека резко отвернул в сторону, сильно накренившись, и перейдя в сваливание упал на землю                                                       | [ 1 ]  |
| 21 января 1962 года   | Левинская, Верхошижемский район, 70 км Ю Кирова                                      | Ан-2Т   | 71186          | Северное             | 10/10 | Столкновение в воздухе | [ 2 ]  |
| 21 января 1962 года   | Левинская, Верхошижемский район, 70 км Ю Кирова                                      | Ан-2Т   | 02142          | Северное             | 0/14  | Столкновение в воздухе | [ 2 ]  |
| 27 января 1962 года   | Баратаевка, Ульяновск                                                                | Ан-10   | 11148          | ШВЛП ГВФ             | 13/14 | Из-за отказа двигателя после взлёта вышел из-под контроля и упал на землю (подробнее…) | [ 3 ]  |
| 27 января 1962 года   | Ненецкий АО, 1,5 км от Фарихи                                                        | Ан-2Т   | 11148          | Северное             | 1/3   | Упал после взлёта из-за ошибок в пилотировании | [ 4 ]  |
| 3 февраля 1962 года   | Куноват, Шурышкарский район                                                          | Ми-1А   | 20260          | Уральское            | 3/3   | Упал после взлёта при самовольном вылете пьяного пилота | [ 5 ]  |
| 3 февраля 1962 года   | Ненецкий АО, 25 км СВ Нижней Пеши                                                    | Ми-4А   | 04313          | Красноярское         | 4/4   | Вышел из-под контроля и упал на землю из-за ошибок пьяного экипажа в пилотировании | [ 6 ]  |
| 20 февраля 1962 года  | Перелюбский район, 7 км ЗЮЗ Перелюба                                                 | Як-12М  | 22364          | Приволжское          | 1/1   | Вошёл в штопор и упал на землю из-за дезориентации пилота | [ 7 ]  |
| 21 февраля 1962 года  | Паляваам, Чаунский район                                                             | Ан-2Т   | 47645          | Магаданская ОАГ      | 3/3   | Столкновение с сопкой после отклонения с маршрута и снижения под безопасную высоту | [ 8 ]  |
| 9 марта 1962 года     | мыс Байгубекмурын Аральского моря, Актюбинская область (45°37′ с. ш. 58°35′ в. д.)   | Ли-2    | 84717          | Казахское            | 3/10  | При ледовой разведке врезался в высокий берег из-за снижения под безопасную высоту (подробнее…) | [ 9 ]  |
| 20 марта 1962 года    | Кихчик, Усть-Большерецкий район                                                      | Ан-2Т   | 93473          | Дальневосточное      | 1/7   | Столкновение с землёй при заходе на посадку в снегопаде | [ 10 ] |
| 29 марта 1962 года    | Берёзовский район, 8 км Ю Игрима                                                     | Ми-4А   | 28969          | Западно-Сибирское    | 4/4   | Разрушился в воздухе от перегрузок после отделения лопасти несущего винта | [ 11 ] |
| 15 апреля 1962 года   | гора Карпунг, Чаунский район                                                         | Ан-2СХ  | 23700          | Магаданская ОАГ      | 0/2   | Столкновение с горой после уклонения с маршрута | [ 12 ] |
| 19 апреля 1962 года   | Алма-Атинская область, горы Ескиульмес, 30 км СВ Талды-Кургана                       | Ан-2Т   | 02168          | Казахское            | 3/8   | Столкновение с горой из-за снижения под безопасную высоту после самовольного вылета | [ 13 ] |
| 25 апреля 1962 года   | Арчединско-Донские пески, Фрунзенский район, 3 км В Орловского, 10—15 км СВ Клетской | L-200D  | 34483          | Северо-Кавказское    | 3/5   | Вынужденная посадка в пустыне после остановки двигателей из-за неграмотного использования топливной системы | [ 14 ] |
| 11 мая 1962 года      | «Дукча», 60 км С Магадана                                                            | Ан-2Р   | 49262          | Магаданская ОАГ      | 2/2   | Столкновение с деревьями при авиационно-химических работах из-за разворота над лесом на малой высоте | [ 15 ] |
| 24 мая 1962 года      | Большое Доскино, 7 км ЮВ Горького                                                    | Ли-2    | 54997          | Московское           | 20/21 | Врезался в землю при вынужденной посадке из-за отказа двигателя после взлёта | [ 16 ] |
| 3 июня 1962 года      | Чарджоуская область, 2 км от Караул-Кую                                              | Ан-2Т   | 07968          | Туркменское          | 1/2   | Вынужденная посадка на местности после воспламенения груза (серная кислота) | [ 17 ] |
| 4 июня 1962 года      | Стара-Планина, гора Мургаш, 27 км СВ Софии                                           | Ту-104Б | 42491          | Международная группа | 5/5   | Столкновение с горой при возврате в аэропорт вылета из-за отказа двигателя (подробнее…) | [ 18 ] |
| 20 июня 1962 года     | 24 км СВ Кутаиси                                                                     | Ан-2Т   | 32619          | Грузинское           | 2/2   | Столкновение с горой после снижения под безопасную высоту | [ 19 ] |
| 28 июня 1962 года     | Ксеньевка, Кустанайская область                                                      | Ан-2Т   | 13653          | Казахское            | 3/4   | При авиационно-химических работах вошёл в штопор из-за воздушного хулиганства пилота | [ 20 ] |
| 30 июня 1962 года     | Вознесенка, Берёзовский район, 28 км В Красноярска                                   | Ту-104А | 42370          | Дальневосточное      | 84/84 | По неустановленной причине, перешёл в экстренное снижение и после дезориентации экипажа врезался в землю; по неофициальной версии — сбит зенитной ракетой ПВО (подробнее…)                                                                     | [ 21 ] |
| 3 июля 1962 года      | Спасский район, 2 км ЮВ Гайворона                                                    | Ан-2Р   | 05833          | Дальневосточное      | 2/2   | Выполняя авиационно-химические работы при развороте на малой высоте перешёл в сваливание и врезался в землю | [ 22 ] |
| 4 июля 1962 года      | Упоровский район, 12 км ЮЮВ Емуртлы                                                  | Як-12М  | 05728          | Уральское            | 1/1   | При авиационно-химических работах потерял высоту и врезался в землю из-за ошибок в пилотировании | [ 23 ] |
| 6 июля 1962 года      | близ Янгиюля, 34 км от Ташкента                                                      | Ил-14М  | 91554          | Узбекское            | 11/38 | Сваливание при вынужденной посадке из-за ошибок экипажа после отказа двигателя (подробнее…) | [ 24 ] |
| 7 июля 1962 года      | Тонкерис, Чиилийский район                                                           | Ан-2Т   | 70889          | Казахское            | 2/2   | При авиационно-химических работах перешёл в сваливание и врезался в землю из-за ошибок в пилотировании | [ 25 ] |
| 28 июля 1962 года     | Орехово, Гагрский район                                                              | Ан-10А  | 11186          | Украинское           | 81/81 | Столкновение с горой после отклонения от схемы при заходе на посадку (подробнее…) | [ 26 ] |
| август 1962 года      | Внуково, Москва                                                                      | Ту-114Д | 76479          | Московское           | 0/0   | В ходе планового ремонта неожиданно сложилась передняя стойка шасси, которая не встала в замки для фиксации в выпущенном положении. Был списан из-за значительных повреждений фюзеляжа.                                                        | [ 27 ] |
| 9 августа 1962 года   | Чукотский АО, совхоз «Канчаланский»                                                  | Ми-4А   | 31406          | Магаданская ОАГ      | 0/14  | При посадке потерял управление и упал на землю из-за повреждения и разрушения хвостового винта | [ 28 ] |
| 3 сентября 1962 года  | Нанайский район, 15 км ЮЗ Куруна                                                     | Ту-104А | 42366          | Дальневосточное      | 86/86 | По неустановленной причине упал с высоты 4,5 км; по неофициальной версии — сбит зенитной ракетой ПВО (подробнее…) | [ 29 ] |
| 18 сентября 1962 года | 46 км ЮЮВ Нижних Крестов                                                             | Ил-14М  | 61628          | Магаданская ОАГ      | 32/32 | Столкновение с горой после ухода с маршрута и снижения под безопасную высоту (подробнее…) | [ 30 ] |
| 21 сентября 1962 года | Нанайский район, Гобилли, Корягин Ключ (49°20′ с. ш. 138°35′ в. д.)                  | Ми-1    | 68136          | Дальневосточное      | 1/1   | После взлёта из-за турбулентности потерял высоту и врезался в лес | [ 31 ] |
| 2 октября 1962 года   | Александровский район, 10 км ЮЗ Александровского                                     | Ми-1    | 20225          | Западно-Сибирское    | 4/4   | При заходе на посадку потерял управление и врезался в землю из-за перегруза и нарушения передней центровки | [ 32 ] |
| 9 октября 1962 года   | Нукус                                                                                | Ан-2Р   | 49249          | Узбекское            | 3/3   | В ночном тренировочном полёте потерял высоту и врезался в землю из-за дезориентации пилота | [ 33 ] |
| 10 октября 1962 года  | Мурманская область, 100 км от Мурманска                                              | Ми-4А   | 31438          | Северное             | 3/6   | При полёте на малой высоте выпущенная с вертолёта гондола зацепила деревья, после чего от перегрузок разрушился хвостовой винт, а освободившийся трос подвески забросило в несущий винт; потеряв управление, вертолёт упал на замёрзшее озеро. | [ 34 ] |
| 25 октября 1962 года  | Шереметьево, Москва                                                                  | Ту-104Б | 42495          | Международная группа | 11/11 | При облёте после ремонта упал после взлёта из-за нарушения монтажа тросовой проводки системы управления (подробнее…) | [ 35 ] |
| 1 ноября 1962 года    | Солгонский кряж, Балахтинский район, 19 км Ю Рыбного, 23,2 км В Таможенки            | Ли-2    | 54970          | Восточно-Сибирское   | 9/9   | По неустановленным причинам (вероятно, обледенение, но возможен и отказ двигателей) вышел из-под контроля и спикировал в тайгу | [ 36 ] |
| 19 ноября 1962 года   | Каменное, Сарненский район                                                           | Ан-2СХ  | 07920          | Украинское           | 9/9   | При самовольном вылете из-за смещения пассажиров потерял управление и перейдя в сваливание упал на поле | [ 37 ] |
| 29 ноября 1962 года   | н.д.                                                                                 | Ил-18В  | 75843          | Московское           | ?/?   | Подробности неизвестны | [ 38 ] |
| 18 декабря 1962 года  | 25 км от Олёкминска                                                                  | Ли-2    | 84603          | Якутское             | 4/4   | Столкновение с деревьями из-за преждевременного снижения для захода на посадку. По отдельным источникам катастрофа случилась в 1961 году. | [ 40 ] |
| 19 декабря 1962 года  | Казань                                                                               | Ан-2Т   | 15939          | Приволжское          | 1/14  | Вынужденная посадка на местности из-за отказа двигателя после взлёта | [ 41 ] |